# Burg Beuggen
Die Burg Beuggen ist eine abgegangene Höhenburg auf 335 m ü. NN am Oberrhein auf einem Bergrücken nordöstlich des Ortsteils Karsau-Beuggen bei Rheinfelden (Baden) im Landkreis Lörrach in Baden-Württemberg.
Die Burg wurde im 13. Jahrhundert erwähnt und war im Besitz der Herren von Beuggen. Von der ehemaligen Burganlage ist nichts mehr erhalten.

## Lage
Die Burg befand sich vermutlich auf dem Bergrücken oberhalb des Ortsteils Beuggen. Die heutige Burstelstraße deutet die Lage der Burg, von der sich nichts erhalten hat, an. Die Burg Beuggen ist nicht zu verwechseln mit dem gleichnamigen Schloss, das sich unterhalb am Ufer des Rheins befindet.

## Hintergründe
Wann und von wem die Burg angelegt wurde, ist nicht bekannt. Von Anfang des 12. Jahrhunderts bis zum Anfang des 15. Jahrhunderts erschien das Geschlecht derer von Beuggen, das diese Anlage wohl bewohnte. Als Besitzer der Anlage werden auch die Herren von Teufen resp. von Tiefenstein sowie die Freiherren von Klingen erwähnt, woraus sich schließen lässt, dass die Burg einst zum Besitz der mit den Herren von Beuggen verwandten Freiherren von Tegerfelden gehörte, die ebenfalls etwas weiter westwärts im heutigen Ortsteil Degerfelden eine Burg besaßen.

## Geschichte
Beuggen war ursprünglich ein Dorf mit Kirche, Fronhof und Burg. Die Edelknechte von Beuggen bewohnten die gleichnamige Veste, die nicht mit dem im 13. Jahrhundert errichteten Schloss Beuggen zu verwechseln ist.
Im Jahr 1246 kaufte Ulrich von Liebenberg den Flecken Beuggen mit Veste und Besitzungen in Nollingen und Hollwangen, welche er dem Deutschen Ritterorden als Schenkung vermachte. 1247 trat auch Ita von Klingen, geborene von Tegerfelden, ihre Besitzrechte in Beuggen dem Deutschen Ritterorden ab, woraufhin Mangold von „Beukheim“ Einspruch erhob. Er behauptete, dass die Burg Beuggen, die dazugehörenden Reben, Wiesen und Wälder teilweise Eigenbesitz war, ihm als Lehen übertragen worden sei oder sie ihm pfandweise gehörten. Der spätere deutsche König Rudolf von Habsburg wurde zur Schlichtung des Streits zwischen Meister Gotfrid und den Deutschordensbrüdern in Elsass und Burgund und dem „Mangold von Buchein“ wegen der „Veste Buchein sammt Zugehör“, am 17. Juni 1248 in Laufenburg gerufen, wo eine Einigung erzielt werden konnte.
Im Mai 1247 wurde die Burg noch einmal erwähnt. Dabei übergab das Kloster Riedern am Wald den Deutschordensbrüdern von Beuggen die zu ihrem Kirchenlicht gehörigen Güter in der Burg Bukhein gegen jährlich zehn Schilling.
Dass 1251 der letzte Stauferkönig Konrad IV. den Verkauf und die Schenkung gewisser Güter und der Burg „Buken“ durch Ulrich von Liebenberg bestätigte, lässt vermuten, dass es sich bei der Burg um ein Reichslehen handelte.
Wie kompliziert die Eigentumsverhältnisse der Burg Beuggen waren, zeigt eine Urkunde vom 13. November 1266. Darin verzichtete der Edelmann Hugo nobilis de Tüfinstein auf seine väterlichen Ansprüche – „ex succesione paterne herediatis“ – an das „castro quam in bonis, in villa et banno Buken“. Woher diese väterlichen Ansprüche hergeleitet wurden, ist nicht klar ersichtlich.
Wie es scheint, wurde die Burg bereits im 13. oder 14. Jahrhundert aufgegeben. Das gleichnamige Geschlecht der Herren von Beuggen hatte später seinen Wohnsitz im benachbarten Nollingen. Mit dem Tod des Beuggener Klosterbruders Konrad erlosch Anfang des 15. Jahrhunderts das Geschlecht derer von Beuggen im Mannesstamm.
Von der alten Veste Beuggen ist nichts mehr erhalten. Einzig der Straßenname „Burstellstraße“ (hergeleitet von Burgstall) verrät den ungefähren Standort der alten Anlage, die sich auf einem Höhenzug nördlich der Deutschordenskommende befand.